# Coenonycha pascuensis
Coenonycha pascuensis är en skalbaggsart som beskrevs av Thomas Henry Potts 1945. Coenonycha pascuensis ingår i släktet Coenonycha och familjen Melolonthidae. Inga underarter finns listade i Catalogue of Life.